# Bryan Cristante
Bryan Cristante (sinh ngày 3 tháng 3 năm 1995) là một cầu thủ bóng đá chuyên nghiệp người Ý hiện đang chơi ở vị trí tiền vệ cho câu lạc bộ Roma tại Serie A và Đội tuyển bóng đá quốc gia Ý.

## Sự nghiệp câu lạc bộ

### Sự nghiệp ban đầu
Cristante sinh ra tại San Vito al Tagosystemo nhưng lớn lên ở San Giovanni di Casarsa gần đó, là nơi anh bắt đầu chơi bóng khi còn nhỏ. Anh chuyển sang Liventina Gorghense, một câu lạc bộ nghiệp dư ở tỉnh Treviso trước khi gia nhập AC Milan vào năm 2009.

### Milan
Trong suốt thời gian ở hệ thống đào tạo trẻ trẻ của câu lạc bộ, anh là thành viên của đội U-15 tuổi vô địch Campionato Giovanissimi Nazionali năm 2010, ghi được tám bàn thắng cũng như là thành viên của đội U-17 tuổi vô địch Campionato Allievi Nazionali vào năm 2011.
Anh có trận ra mắt ở cấp độ chuyên nghiệp cho câu lạc bộ vào ngày 6 tháng 12 năm 2011 khi chỉ mới 16 tuổi 278 ngày, vào sân thay cho Robinho trong trận đấu tại vòng bảng UEFA Champions League với Viktoria Plzeň, kết thúc với tỷ số hòa 2–2. Do đó, anh trở thành cầu thủ trẻ nhất của Milan từng ra sân trong một trận đấu tại Champions League và là cầu thủ trẻ thứ ba tính chung.
Cristante được bầu là cầu thủ xuất sắc nhất tại Torneo di Viareggio 2013. Vào ngày 4 tháng 3 năm 2013, Cristante đã đặt bút ký vào bản hợp đồng chuyên nghiệp đầu tiên, giữ anh ở lại Milan cho đến năm 2018. Anh ấy gia nhập đội một vào đầu mùa giải 2013–14.
Vào ngày 10 tháng 11 năm 2013, anh có trận ra mắt tại Serie A, vào sân thay cho Kaká trong trận đấu với Chievo Verona, kết thúc với tỷ số hòa 0–0. Anh ghi bàn thắng đầu tiên cho câu lạc bộ vào ngày 6 tháng 1 năm 2014, được kiến tạo bởi chính Kaká trong chiến thắng 3–0 tại San Siro trước Atalanta.

### Benfica
Vào ngày 1 tháng 9 năm 2014, Cristante ký hợp đồng 5 năm để khoác áo nhà vô địch Bồ Đào Nha Benfica với mức phí chuyển nhượng 4,84 triệu euro.
Vào ngày 12 tháng 12, anh có trận ra mắt tại Primeira Liga trong chiến thắng 0–5 trước Vitória Setúbal. Vào ngày 14 tháng 1, anh ghi bàn thắng đầu tiên cho câu lạc bộ trong chiến thắng 4–0 trước Arouca ở vòng 3 cúp liên đoàn.

### Atalanta
Cristante gia nhập Atalanta dưới dạng cho mượn từ Benfica vào tháng 1 năm 2017. Atalanta sau đó đã mua đứt anh vào mùa hè 2018 với điều khoản giải phóng hợp đồng trị giá 4 triệu euro với tổng là 9,5 triệu euro, trong đó Benfica giữ 15% số tiền chuyển nhượng sau này của Cristante.

### Roma
Vào ngày 8 tháng 6 năm 2018, Cristante ngay lập tức được cho Roma mượn với bản hợp đồng cho mượn một năm từ Atalanta với mức phí 5 triệu euro kèm theo tùy chọn mua đứt trị giá 15 triệu euro và thêm 10 triệu euro tùy thuộc vào hiệu suất thi đấu. Vào ngày 28 tháng 2 năm 2019, Roma thực hiện mua đứt.

## Sự nghiệp quốc tế
Trước khi chơi đội tuyển quốc gia Ý, Cristante cũng đã đại diện cho Ý ở các cấp độ trẻ khác nhau. Anh cũng đủ điều kiện để chơi cho Canada ở cấp độ quốc tế vì có hộ chiếu Canada thông qua cha của mình.
Vào ngày 10 tháng 11 năm 2016, anh có trận ra mắt với đội U-21 Ý trong trận giao hữu để thua 3–2 trước Anh ở Southampton.
Cristante đã được gọi vào đội tuyển quốc gia Ý tham dự các trận đấu thuộc vòng loại World Cup 2018 với Macedonia và Albania lần lượt vào các ngày 6 và 9 tháng 10 năm 2017. Anh có trận ra mắt vào ngày 6 tháng 10 khi vào sân thay người trong hiệp hai của trận hòa 1-1 trên sân nhà trước Macedonia. Cristante ghi bàn thắng đầu tiên cho đội tuyển quốc gia vào ngày 7 tháng 10 năm 2020. Đó là bàn thắng đầu tiên trong chiến thắng 6–0 trên sân nhà trước Moldova trong một trận giao hữu.
Vào tháng 6 năm 2021, anh được HLV Roberto Mancini điền tên vào danh sách đội tuyển Ý tham dự VCK Euro 2020. Vào ngày 11 tháng 7, Cristante đã giành chức vô địch châu Âu cùng với Ý sau chiến thắng 3–2 trong loạt sút luân lưu trước Anh tại sân vận động Wembley trong trận chung kết, sau khi hòa 1–1 trong hiệp phụ. Cristante vào sân thay cho Nicolò Barella trong hiệp hai của thời gian thi đấu chính thức.

## Thống kê sự nghiệp

### Câu lạc bộ
Tính đến ngày 25 tháng 5 năm 2022
| Câu lạc bộ          | Mùa giải            | Giải vô địch        | Giải vô địch | Giải vô địch | Cúp quốc gia | Cúp quốc gia | Châu Âu | Châu Âu | Khác | Khác | Tổng cộng | Tổng cộng |
| Câu lạc bộ          | Mùa giải            | Hạng đấu            | Trận         | Bàn          | Trận         | Bàn          | Trận    | Bàn     | Trận | Bàn  | Trận      | Bàn       |
| ------------------- | ------------------- | ------------------- | ------------ | ------------ | ------------ | ------------ | ------- | ------- | ---- | ---- | --------- | --------- |
| Milan               | 2011–12             | Serie A             | 0            | 0            | 0            | 0            | 1       | 0       | 0    | 0    | 1         | 0         |
| Milan               | 2012–13             | Serie A             | 0            | 0            | 0            | 0            | 0       | 0       | —    | —    | 0         | 0         |
| Milan               | 2013–14             | Serie A             | 3            | 1            | 1            | 0            | 0       | 0       | —    | —    | 4         | 1         |
| Milan               | Tổng cộng           | Tổng cộng           | 3            | 1            | 1            | 0            | 1       | 0       | 0    | 0    | 5         | 1         |
| Benfica             | 2014–15             | Primeira Liga       | 5            | 0            | 3            | 0            | 3       | 0       | 4    | 1    | 15        | 1         |
| Benfica             | 2015–16             | Primeira Liga       | 2            | 0            | 0            | 0            | 2       | 0       | 1    | 0    | 5         | 0         |
| Benfica             | Tổng cộng           | Tổng cộng           | 7            | 0            | 3            | 0            | 5       | 0       | 5    | 1    | 20        | 1         |
| Palermo (mượn)      | 2015–16             | Serie A             | 4            | 0            | 0            | 0            | —       | —       | —    | —    | 4         | 0         |
| Pescara (mượn)      | 2016–17             | Serie A             | 16           | 0            | 2            | 0            | —       | —       | —    | —    | 18        | 0         |
| Atalanta (mượn)     | 2016–17             | Serie A             | 12           | 3            | —            | —            | —       | —       | —    | —    | 12        | 3         |
| Atalanta (mượn)     | 2017–18             | Serie A             | 36           | 9            | 3            | 0            | 8       | 3       | —    | —    | 47        | 12        |
| Atalanta (mượn)     | Tổng cộng           | Tổng cộng           | 48           | 12           | 3            | 0            | 8       | 3       | —    | —    | 59        | 15        |
| Roma (mượn)         | 2018–19             | Serie A             | 35           | 4            | 2            | 0            | 7       | 0       | —    | —    | 44        | 4         |
| Roma                | 2019–20             | Serie A             | 26           | 1            | 2            | 0            | 5       | 0       | —    | —    | 33        | 1         |
| Roma                | 2020–21             | Serie A             | 34           | 1            | 1            | 0            | 13      | 1       | —    | —    | 48        | 2         |
| Roma                | 2021–22             | Serie A             | 34           | 2            | 2            | 0            | 14      | 1       | —    | —    | 50        | 3         |
| Roma                | Tổng cộng           | Tổng cộng           | 129          | 8            | 7            | 0            | 39      | 2       | —    | —    | 175       | 10        |
| Tổng cộng sự nghiệp | Tổng cộng sự nghiệp | Tổng cộng sự nghiệp | 207          | 21           | 16           | 0            | 53      | 5       | 5    | 1    | 281       | 27        |

1. 1 2  Ra sân tại Taça da Liga
2. 1 2 3  Ra sân tại UEFA Europa League
3. ↑  Ra sân tại UEFA Champions League
4. ↑  Ra sân tại UEFA Europa Conference League

### Quốc tế
Tính đến 20 tháng 11 năm 2023
| Đội tuyển quốc gia | Năm       | Trận | Bàn |
| ------------------ | --------- | ---- | --- |
| Ý                  | 2017      | 1    | 0   |
| Ý                  | 2018      | 5    | 0   |
| Ý                  | 2019      | 1    | 0   |
| Ý                  | 2020      | 2    | 1   |
| Ý                  | 2021      | 13   | 0   |
| Ý                  | 2022      | 7    | 1   |
| Ý                  | 2023      | 9    | 0   |
| Tổng cộng          | Tổng cộng | 38   | 2   |

Số bàn thắng của Ý đứng trước, cột tỉ số cho biết tỉ số sau bàn thắng của Cristante.
| Số thứ tự | Ngày                     | Địa điểm                                  | Cap | Đối thủ    | Tỉ số | Kết quả | Giải đấu |
| --------- | ------------------------ | ----------------------------------------- | --- | ---------- | ----- | ------- | -------- |
| 1         | ngày 7 tháng 10 năm 2020 | Sân vận động Artemio Franchi, Florence, Ý | 9   | Moldova    | 1–0   | 6–0     | Giao hữu |
| 2         | ngày 29 tháng 3 năm 2022 | Sân vận động Konya, Konya, Thổ Nhĩ Kỳ     | 23  | Thổ Nhĩ Kỳ | 1–1   | 3–2     | Giao hữu |

## Danh hiệu

### Câu lạc bộ

#### Benfica[32][33]
- Primeira Liga: 2014–15, 2015–16
- Taça da Liga: 2014–15, 2015–16

#### Roma
- UEFA Europa Conference League: 2021–22

### Quốc tế
- UEFA Euro: 2020[28]
- Hạng ba UEFA Nations League: 2020–21, 2022–23[34]

### Cá nhân
- Torneo di Viareggio - Golden Boy: 2013[35]

### Huân chương
- 5th Class / Knight: Cavaliere Ordine al Merito della Repubblica Italiana: 2021